# Martin Freeman
Martin John Christopher Freeman (Aldershot, Hampshire, 8 de septiembre de 1971), conocido como Martin Freeman, es un actor y comediante británico. Es más reconocido por sus papeles en las series The Office (2001-2003), Sherlock (2010-2017) y Fargo (2014). Además, ha trabajado en la película The Hitchhiker's Guide to the Galaxy (2005) y en la trilogía de El hobbit (2012-14), donde interpretó a Bilbo Bolsón.
Es, también, reconocido por interpretar a Everett K. Ross en el  Universo cinematográfico de Marvel en las películas Capitán América: Civil War (2016), Black Panther (2018), Black Panther: Wakanda Forever(2022) y una participación en la serie Secret Invasion (2023).

## Biografía
Es el menor de los cinco hijos del oficial de la Marina Geoffrey Freeman y su esposa Philomena Norris.
Martin Freeman se fue a vivir con su padre cuando el matrimonio se separó. Poco tiempo después su padre murió de un infarto y Martin se trasladó con su madre y su padrastro a Teddington. Allí estudió en una escuela secundaria católica y entre los nueve y los catorce años formó parte del equipo nacional británico de squash, a pesar de su estado enfermizo (padecía asma y era propenso a los desmayos). Tras dejar este deporte, se unió a un grupo de teatro local y asistió a la Central School of Speech and Drama.
A partir de 2003, Freeman comenzó a desempeñar papeles dramáticos para la televisión, destacando su interpretación de Lord Shaftesbury en la serie histórica de la BBC Charles II : The Power and The Passion, y su trabajo bajo la dirección de Jon Jones en el thriller La deuda.
El público conoce a Freeman principalmente por interpretar el personaje central de Arthur Dent en Guía del autoestopista galáctico (The Hitchhiker's Guide to the Galaxy, 2005), y como Tim en la exitosa serie cómica de la BBC The Office (2001-2003). Para la televisión, también ha participado en la miniserie Charles II: The Power and the Passion (2003) y en las series The Robinsons (2005), para la BBC, Hardware (2003-2004), para la ITV, y Sherlock (2010-2017), para la BBC.
Entre los títulos cinematográficos en su haber, cabe citar Ali G anda suelto (Ali G Indahouse, 2002); Love Actually (2003); Confetti (2006); Arma fatal (Hot Fuzz, 2007), dirigida por Edgar Wright, responsable de Zombies Party (Shaun of the Dead, 2004); Breaking and Entering (2006), de Anthony Minghella; The Good Night (2007); y de la mano de Peter Jackson las tres películas basadas en la novela El hobbit, donde interpreta a Bilbo Bolsón, y cuyo estreno se realizó a finales de 2012 (El hobbit: un viaje inesperado), finales de 2013 (El hobbit: la desolación de Smaug) y finales de 2014 (El hobbit: la batalla de los Cinco Ejércitos).
Martin también disfruta de una carrera teatral de perfil alto, con piezas en su haber con Kathy Burke en la Royal Court Theatre; participando en Blue Eyes & Heels, en el Soho Theatre, que agotó todas las entradas; y en la muy reconocida The Exonerated, en los Riverside Studios, en 2006.

## Vida privada
Martin Freeman es defensor del Partido Laborista.
Comenzó una relación con la también actriz Amanda Abbington desde 2002 tras conocerse durante su participación en Men Only. La pareja tuvo dos hijos, Joe (2006) y Grace (2008). Fue una de las parejas más admiradas del Reino Unido a partir de ese momento, trabajando juntos, también como pareja ficticia, en varias ocasiones en producciones como Men Only (2001), The Debt (2003), The Robinsons (2005), The All Together (2007), Swinging with the Finkels (2009) y en la afamada serie Sherlock, como el doctor Watson y la enfermera Mary Elizabeth Morstan, respectivamente. El 22 de diciembre de 2016, se anunció la separación de la pareja en un artículo en el Financial Times.
Martin Freeman es amigo cercano del actor Simon Pegg, que es padrino de su hijo Joe Freeman.
Es también seguidor del movimiento Mod siendo gran fanático de la música afroamericana de los años 60 como el Modern Jazz, el Soul, el Rhythm and blues o de estilos más modernos como el Acid Jazz. Es poseedor de una extensa colección de discos de estos géneros. Su pasión se puede observar en documentales como Martin Freeman goes to Motown, en películas como la versión de 2014 de Svengali, en el videoclip del "Modfather" Paul Weller "Pick it up", o interpretando a Steve Marriot otro gran icono del movimiento Mod en el cortometraje Midnight of My Life

## Filmografía

### Cine
| Año  | Título                                             | Rol                          | Tipo         |
| ---- | -------------------------------------------------- | ---------------------------- | ------------ |
| 1998 | I Just Want to Kiss You                            | Frank                        | Cortometraje |
| 2000 | The Low Down                                       | Solomon                      |              |
| 2001 | Round About Five                                   | El hombre                    |              |
| 2001 | Fancy Dress                                        | Pirata                       |              |
| 2002 | Ali G anda suelto                                  | Richard Cunningham "Ricky C" |              |
| 2003 | Love Actually                                      | John                         |              |
| 2004 | Blake's Junction 7                                 | Vila                         | Cortometraje |
| 2004 | Call Register                                      | Kevin                        |              |
| 2004 | Zombies Party                                      | Declan                       | Cameo        |
| 2006 | Rise of the Cybermen (I)                           | Transeúnte                   |              |
| 2006 | Long Hot Summer                                    |                              |              |
| 2006 | Confetti                                           | Matt Norris                  |              |
| 2006 | Breaking and Entering                              | Sandy Hoffmann               |              |
| 2007 | Dedication                                         | Jeremy                       |              |
| 2007 | The Good Night                                     | Gary Shaller                 |              |
| 2007 | Arma fatal                                         | Sargento                     |              |
| 2007 | Lonely Hearts (voz)                                | El cerdo                     | Cortometraje |
| 2007 | The All Together                                   | Chris Ashworth               |              |
| 2007 | Rubbish                                            | Kevin                        | Cortometraje |
| 2007 | Nightwatching                                      | Rembrandt van Rijn           |              |
| 2009 | HIV: The Musical                                   | James McKenzie               |              |
| 2009 | Nativity!                                          | Paul Maddens                 |              |
| 2010 | Wild Target                                        | Hector Dixon                 |              |
| 2010 | Sherlock                                           | Dr. John Watson              |              |
| 2010 | Swinging with the Finkels                          | Alvin Finkel                 |              |
| 2011 | Animals                                            | Albert                       |              |
| 2011 | What's Your Number?                                | Simon                        |              |
| 2012 | The Pirates! In an Adventure with Scientists (voz) | Pirata con bufanda #2        | Animación    |
| 2012 | El hobbit: un viaje inesperado                     | Bilbo Bolsón                 |              |
| 2013 | Svengali                                           | Don                          |              |
| 2013 | The Voorman Problem                                | Dr. Williams                 | Cortometraje |
| 2013 | The World's End                                    | Oliver Chamberlain           |              |
| 2013 | El hobbit: la desolación de Smaug                  | Bilbo Bolsón                 |              |
| 2014 | El hobbit: la batalla de los Cinco Ejércitos       | Bilbo Bolsón                 |              |
| 2015 | Midnight of My Life                                | Steve Marriott               | Cortometraje |
| 2015 | Tubby Hayes: A Man in a Hurry                      | Narrador                     | Documental   |
| 2016 | Whiskey Tango Foxtrot                              | Iain MacKelpie               |              |
| 2016 | Capitán América: Civil War                         | Everett K. Ross              |              |
| 2017 | Cargo                                              | Andy                         |              |
| 2017 | Ghost Stories                                      | Mike Priddle                 |              |
| 2018 | Black Panther                                      | Everett K. Ross              |              |
| 2019 | The Operative                                      | Thomas                       |              |
| 2019 | Ode to joy                                         | Charlie                      |              |
| 2022 | Black Panther: Wakanda Forever                     | Everett K. Ross              |              |
| 2024 | Miller's Girl                                      | Jonathan Miller              |              |

### Televisión

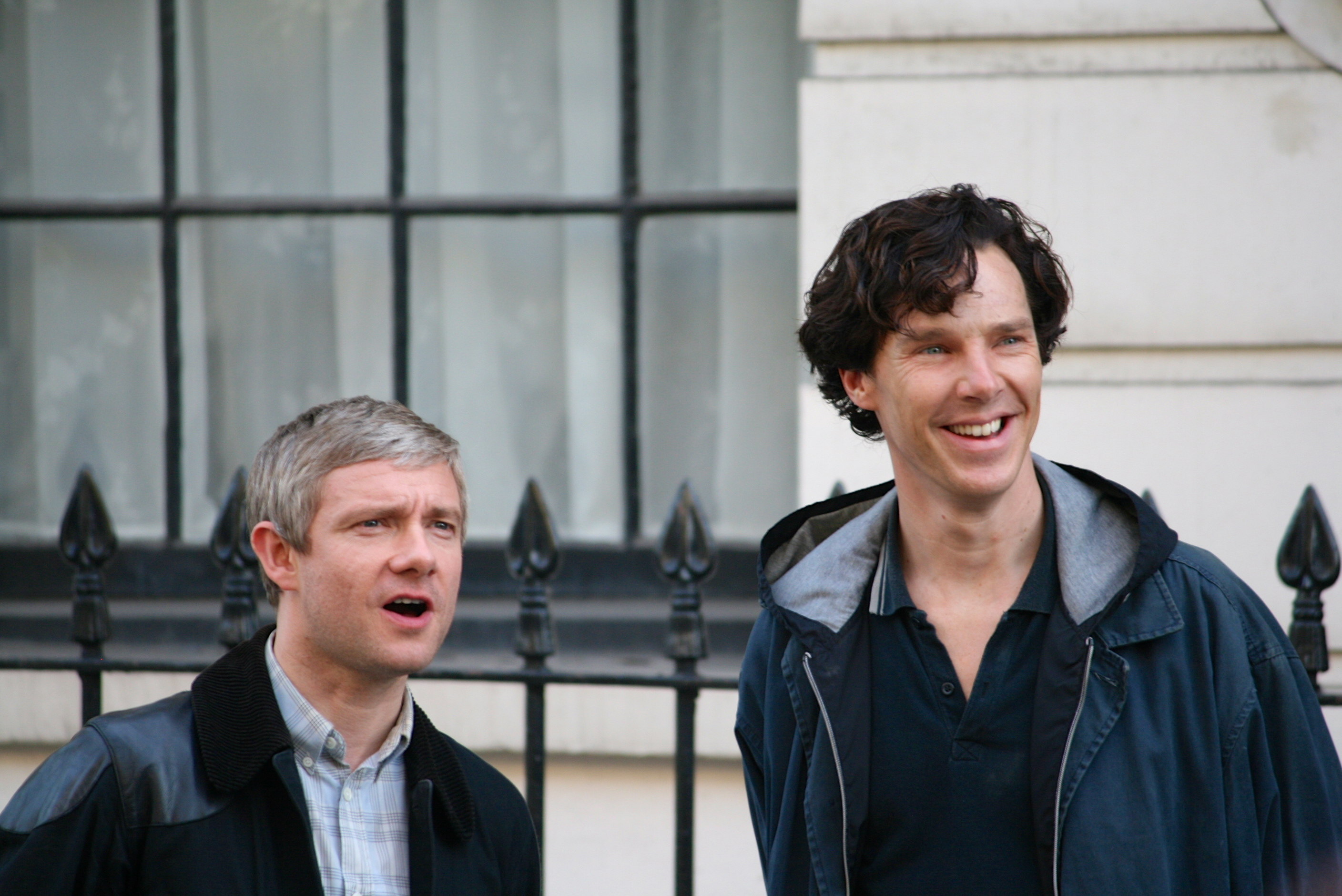
Freeman junto a Benedict Cumberbatch durante las grabaciones de la tercera temporada de Sherlock, en agosto de 2013.

| Año       | Título                                | Rol                    | Notas                                    |
| --------- | ------------------------------------- | ---------------------- | ---------------------------------------- |
| 1997      | The Bill                              | Craig Parnell          | Episodio: "Mantrap"                      |
| 1997      | Policía de barrio                     |                        |                                          |
| 1997      | This Life                             | Stuart                 | Episodio: "Last Tango in Southwark"      |
| 1998      | Casualty                              | Ricky Beck             | Episodio: "She Loved the Rain"           |
| 1998      | Picking up the Pieces                 | Brendan                | Episodio: "1.7"                          |
| 1999      | Exhaust                               | Propietario de auto    |                                          |
| 2000      | Bruiser                               | Varios                 |                                          |
| 2000      | Lock, Stock...                        | Jaap                   | Dos episodios                            |
| 2000      | Black Books                           | Doctor                 | Episodio: "Cooking the Books"            |
| 2001      | Men Only                              | Jaime                  | Filme para TV                            |
| 2001      | World of Pub                          | Varios                 | 5 episodios                              |
| 2001-2003 | The Office                            | Tim Canterbury         | 14 episodios                             |
| 2002      | Helen West                            | DC Stone               | 3 episodios                              |
| 2002      | Linda Green                           | Matt                   | Episodio: "Easy Come, Easy Go"           |
| 2003      | Comic Relief 2003: The Big Hair Do    |                        |                                          |
| 2003      | The Debt                              | Terry Ross             | Filme para TV                            |
| 2003      | Margery and Gladys                    | D.S. Stringer          | Filme para TV                            |
| 2003      | Charles II: The Power and the Passion | Lord Shaftesbury       | Miniserie (4 episodios)                  |
| 2003-2004 | Hardware                              | Mike                   | 12 episodios                             |
| 2004      | Pride                                 | Fleck                  | Filme para TV                            |
| 2005      | Not Tonight with John Sergeant        |                        |                                          |
| 2005      | The Robinsons                         | Ed Robinson            | 6 episodios                              |
| 2007      | Comedy Showcase                       | Greg Wilson            | Episodio: "Other People"                 |
| 2007      | The Old Curiosity Shop                | Mr. Codlin             | Filme para TV                            |
| 2009      | Svengali                              | Don                    |                                          |
| 2009      | When Were We Funniest?                | Él mismo               | 4 episodios                              |
| 2009      | Boy Meets Girl                        | Danny Reed             | Miniserie (4 episodios)                  |
| 2009      | Micro Men                             | Chris Curry            | Filme para TV                            |
| 2010-2017 | Sherlock                              | Dr. John Watson        | 13 episodios                             |
| 2014      | Fargo                                 | Lester Nygaard         | Temporada 1: 10 episodios                |
| 2014      | Saturday Night Live                   | Invitado               | Episodio: "Martin Freeman/Charli XCX"    |
| 2014      | The Life of Rock With Brian Pern      | Brian Pern (Joven)     | Episodio: "Jukebox Musical"              |
| 2015      | Fargo                                 | Narrador (voz)         | Temporada 2. Episodio: "The Castle"      |
| 2015      | The Eichmann Show                     | Milton Fruchtman       | Película para televisión                 |
| 2015      | Robot Chicken                         | Reverendo Parris (voz) | Temporada 8. Episodio: "Zero Vegetables" |
| 2015      | Toast of London                       | Él mismo               | Episodio: "Global Warming"               |
| 2016      | StartUp                               | Phil Rask              | Temporada 1; 10 episodios                |
| 2017      | Carnage - Swallowing The Past         | Jeff                   | Película para televisión                 |
| 2017      | StartUp                               | Phil Rask              | Temporada 2                              |
| 2022      | The Responder                         | Chris                  | Serie dramática en cinco capítulos.      |
| 2022      | Angelyne                              | Harold Wallach         |                                          |
| 2023      | Secret Invasion                       | Everett K. Ross        |                                          |

## Premios y nominaciones

### Premios Primetime Emmy
| Año  | Categoría                                      | Título   | Resultado |
| ---- | ---------------------------------------------- | -------- | --------- |
| 2012 | Mejor actor de reparto - Miniserie o telefilme | Sherlock | Nominado  |
| 2014 | Mejor actor de reparto - Miniserie o telefilme | Sherlock | Ganador   |
| 2014 | Mejor actor - Miniserie o telefilme            | Fargo    | Nominado  |

### Premios Globo de Oro
| Año  | Categoría                            | Título | Resultado |
| ---- | ------------------------------------ | ------ | --------- |
| 2012 | Mejor actor de miniserie o telefilme | Fargo  | Nominado  |

### Critic's Choice Movie Awards
| Año  | Categoría     | Título        | Resultado |
| ---- | ------------- | ------------- | --------- |
| 2004 | Mejor reparto | Love Actually | Nominado  |

### Critic's Choice Television Awards
| Año  | Categoría                                       | Título   | Resultado |
| ---- | ----------------------------------------------- | -------- | --------- |
| 2014 | Mejor actor de miniserie o telefilme            | Fargo    | Nominado  |
| 2014 | Mejor actor de reparto de miniserie o telefilme | Sherlock | Nominado  |

### Premios BAFTA
| Año  | Categoría                            | Título                          | Resultado |
| ---- | ------------------------------------ | ------------------------------- | --------- |
| 2004 | Mejor interpretación de comedia - TV | The Office: Especial de Navidad | Nominado  |
| 2011 | Mejor actor de reparto - TV          | Sherlock                        | Ganador   |
| 2012 | Mejor actor de reparto - TV          | Sherlock                        | Nominado  |

### Otros premios
| Año  | Premio                               | Categoría                                                                               | Título                            | Resultado |
| ---- | ------------------------------------ | --------------------------------------------------------------------------------------- | --------------------------------- | --------- |
| 2002 | British Comedy Awards                | Mejor actor de comedia                                                                  | The Office                        | Nominado  |
| 2004 | British Comedy Awards                | Mejor actor de comedia de TV                                                            | The Office: "Especial de Navidad" | Nominado  |
| 2004 | Premios Phoenix Film Critics Society | Mejor reparto                                                                           | Love Actually                     | Nominado  |
| 2004 | Rose d'Or                            | Mejor interpretación masculina de comedia                                               | Hardware                          | Ganador   |
| 2012 | Gold Derby TV Awards                 | Mejor actor de reparto - miniserie o telefilme                                          | Sherlock                          | Ganador   |
| 2012 | Crime Thriller Awards                | Mejor actor de reparto                                                                  | Sherlock                          | Ganador   |
| 2012 | Online Film Critic's Awards          | Mejor actor de reparto - Miniserie o telefilme                                          | Sherlock                          | Nominado  |
| 2012 | PAAFTJ Awards                        | Mejor reparto - Miniserie o telefilme                                                   | Sherlock                          | Ganador   |
| 2012 | PAAFTJ Awards                        | Mejor actor de reparto - Miniserie o telefilme                                          | Sherlock                          | Nominado  |
| 2012 | Tumblr TV Awards                     | Personaje masculino más sexy en un programa de TV                                       | Sherlock                          | Nominado  |
| 2012 | Tumblr TV Awards                     | Mejor actor de reparto en una serie dramática                                           | Sherlock                          | Ganador   |
| 2012 | Tumblr TV Awards                     | Mejor personaje masculino en un programa de TV                                          | Sherlock                          | Nominado  |
| 2012 | Tumblr TV Awards                     | Mejor reparto en un programa de TV                                                      | Sherlock                          | Ganador   |
| 2013 | Premios Empire                       | Mejor actor                                                                             | El hobbit: la desolación de Smaug | Ganador   |
| 2013 | Premios Saturn                       | Mejor actor                                                                             | El hobbit: la desolación de Smaug | Nominado  |
| 2013 | MTV Movie Awards                     | Mejor héroe                                                                             | El hobbit: la desolación de Smaug | Ganador   |
| 2013 | SFX Awards                           | Mejor actor                                                                             | El hobbit: la desolación de Smaug | Nominado  |
| 2013 | Shorts Awards                        | Actor Visionario                                                                        | El hobbit: la desolación de Smaug | Ganador   |
| 2013 | New Zealand Movie Awards             | Héroe del Año                                                                           | El hobbit: la desolación de Smaug | Nominado  |
| 2013 | Constellation Awards                 | Mejor actuación masculina en un filme de ciencia ficción, telefilme o miniserie de 2012 | El hobbit: la desolación de Smaug | Nominado  |
| 2013 | Tumblr Movie Awards                  | Mejor actor protagonista                                                                | El hobbit: la desolación de Smaug | Nominado  |
| 2013 | Tumblr Movie Awards                  | Mejor Ship                                                                              | El hobbit: la desolación de Smaug | Nominado  |
| 2013 | Online Film Critic's Awards          | Mejor momento cinemático                                                                | El hobbit: la desolación de Smaug | Nominado  |
| 2013 | Stella Awards                        | Mejor actor                                                                             | El hobbit: la desolación de Smaug | Ganador   |
| 2013 | Alternative End of Year Film Awards  | Mejor reparto                                                                           | The World's End                   | Ganador   |